# پیس-اموار
پیس-اِموار یک آب‌سنگ حلقوی  در جزایر کارولین، در بخش مورتلوکس در ایالت چوک، کشور ایالات فدرال میکرونزی است.